# Sutatausa
Sutatausa – miasto w Kolumbii, w departamencie Cundinamarca.